# UFC Fight Night: Cejudo vs. Dillashaw
UFC Fight Night: Cejudo vs. Dillashaw（ユーエフシー・ファイトナイト：セフード・バーサス・ディラショー、別名UFC Fight Night 143、UFC Fight Night on ESPN+ 1）は、アメリカ合衆国の総合格闘技団体「UFC」の大会の一つ。2019年1月19日、ニューヨーク州ニューヨーク市ブルックリン区のバークレイズ・センターで開催された。

## 大会概要
本大会では王者ヘンリー・セフードと挑戦者TJ・ディラショーによるUFC世界フライ級タイトルマッチが組まれた。

## 試合結果

### プレリミナリーカード
第1試合 ウェルター級 5分3R
○  チャンス・レンカウンタ vs.  カイル・スチュワート ×
1R 2:25 リアネイキドチョーク
第2試合 ウェルター級 5分3R
○  ジェフ・ニール vs.  ベラル・ムハマッド ×
3R終了 判定3-0（29-28、30-27、30-27）
第3試合 ライト級 5分3R
○  デニス・バミューデス vs.  テ・エドワーズ ×
3R終了 判定3-0（30-26、30-26、30-26）
第4試合 バンタム級 5分3R
○  コーリー・サンドヘイゲン vs.  マリオ・バティスタ ×
1R 3:31 腕ひしぎ十字固め
第5試合 ライトヘビー級 5分3R
○  アロンゾ・メニフィールド vs.  ヴィニシウス・モレイラ ×
1R 3:56 TKO（右フック→パウンド）
第6試合 女子フライ級 5分3R
○  ジョアン・コールダウッド vs.  アリアネ・リプスキ ×
3R終了 判定3-0（30-26、30-26、30-27）
第7試合 ライト級 5分3R
○  ドナルド・セラーニ vs.  アレクサンダー・ヘルナンデス ×
2R 3:43 TKO（右ハイキック→パウンド）

### メインカード
第8試合 ライトヘビー級 5分3R
○  グローバー・テイシェイラ vs.  カール・ロバーソン ×
1R 3:21 肩固め
第9試合 女子フライ級 5分3R
○  ペイジ・ヴァンザント vs.  レイチェル・オストビッチ ×
2R 1:50 腕ひしぎ十字固め
第10試合 フライ級 5分3R
○  ジョセフ・ベナビデス vs.  ダスティン・オーティス ×
3R終了 判定3-0（29-28、29-28、29-28）
第11試合 ライト級 5分3R
○  グレゴール・ガレスピー vs.  ヤンシー・メデイロス ×
2R 4:59 TKO（パウンド）
第12試合 ヘビー級 5分3R
○  アレン・クラウダー vs.  グレッグ・ハーディ ×
2R 2:28 失格（片膝立ちのクラウダーの頭部に膝蹴り）
第13試合 UFC世界フライ級タイトルマッチ 5分5R
○  ヘンリー・セフード vs.  TJ・ディラショー ×
1R 0:32 TKO（左フック→パウンド）
※セフードが初防衛に成功。

### 各賞
ファイト・オブ・ザ・ナイト： ドナルド・セラーニ vs. アレクサンダー・ヘルナンデス
パフォーマンス・オブ・ザ・ナイト： ヘンリー・セフード、ドナルド・セラーニ
各選手にはボーナスとして5万ドルが授与された。

### カード変更
負傷などによるカードの変更は以下の通り。